# 夢蜍鰭魚
夢蜍鰭魚為輻鰭魚綱鮟鱇目棘茄魚亞目夢角鮟鱇科的其中一種。分布於西太平洋區的巴佈亞紐幾內亞海域，屬深海魚類。